# Integral de línea

Trayectoria de una partícula a lo largo de una curva dentro de un campo vectorial. En la parte inferior están los vectores del campo vistos por la partícula a medida que viaja por la curva. La suma de los productos escalares de esos vectores con el vector tangente de la curva en cada punto de la trayectoria da como resultado la integral de línea.

En matemáticas, una integral de línea es aquella integral cuya función a integrar es evaluada sobre una curva. Los términos integral de curva, integral curvilínea e integral de trayectoria también son usados; integral de contorno también es usado aunque este término es típicamente usado para integrales de línea en el plano complejo.
La función a ser integrada puede ser un campo escalar o un campo vectorial, también llamadas función escalar y función vectorial respectivamente.
Ejemplos prácticos de aplicación de las integrales de línea pueden ser: 
- El cálculo de la longitud de una curva en el espacio.
- El cálculo del trabajo que se realiza para mover algún objeto a lo largo de una trayectoria teniendo en cuenta campos de fuerzas (descritos por campos vectoriales) que actúen sobre el mismo.

## Integral de línea de un campo escalar

Integral de línea de un campo escalar

### Definición
Sea {\displaystyle C\subset \mathbb {R} ^{n}} una curva suave a trozos parametrizada por una función {\displaystyle \mathbf {r} :[a,b]\rightarrow \mathbb {R} ^{n}}, si {\displaystyle f:C\rightarrow \mathbb {R} } es un campo escalar continuo, la integral de línea del campo escalar {\displaystyle f} sobre {\displaystyle C} (también llamada integral de trayectoria), está definida como
{\displaystyle \int _{C}f\;ds=\int _{a}^{b}{f(\mathbf {r} (t))}\|\mathbf {r'} (t)\|\;dt}
La función {\displaystyle \mathbf {r} :[a,b]\rightarrow \mathbb {R} ^{n}} es una parametrización biyectiva arbitraria de {\displaystyle C} donde {\displaystyle \mathbf {r} (a)} y {\displaystyle \mathbf {r} (b)} son los puntos iniciales y finales respectivamente.
En particular, cuando {\displaystyle f=1}, entonces obtenemos la longitud de la curva {\displaystyle C}, esto es
{\displaystyle L(C)=\int _{C}ds=\int _{a}^{b}\|\mathbf {r'} (t)\|\;dt}
Las integrales de línea de campos escalares son independientes de la parametrización de {\displaystyle C} porque solo depende de la longitud del arco y lo son también de la orientación de {\displaystyle C}, esto es, si {\displaystyle C} es una curva simple orientada y {\displaystyle -C} denota la misma curva pero con orientación opuesta entonces
{\displaystyle \int _{C}f\;ds=\int _{-C}f\;ds}

### Interpretación
Geométricamente, cuando el campo escalar {\displaystyle f} está definido sobre el plano {\displaystyle (n=2)}, su gráfica es una superficie {\displaystyle z=f(x,y)} en el espacio, por lo que la integral de línea se interpreta como el área de una valla entre la base de la imagen de {\displaystyle C} y la gráfica de {\displaystyle f}.

### Deducción
Para motivar la definición de la integral de línea sobre un campo escalar, consideremos sumas de Riemann {\displaystyle S_{N}}.
Comencemos subdividiendo el intervalo {\displaystyle [a,b]} por medio de la partición
{\displaystyle a=t_{0}<t_{1}<\cdots <t_{N}=b}
lo anterior conduce a una descomposición de {\displaystyle \mathbf {r} } en trayectorias {\displaystyle \mathbf {r} _{i}} definidas en el intervalo {\displaystyle [t_{i},t_{i+1}]} para {\displaystyle i=0,1,\dots ,N-1}, si denotamos la longitud de arco de {\displaystyle \mathbf {r} _{i}} por {\displaystyle \Delta s_{i}} entonces
{\displaystyle \Delta s_{i}=\int _{t_{i}}^{t_{i+1}}||\mathbf {r} '(t)||dt}
Cuando {\displaystyle N\to \infty }, es decir, {\displaystyle N} es grande, la longitud de arco {\displaystyle \Delta s_{i}} es pequeña y {\displaystyle f} es aproximadamente constante para puntos en {\displaystyle \mathbf {r} _{i}}. Consideremos las sumas
{\displaystyle S_{N}=\sum _{i=0}^{N-1}f\left(\mathbf {r} (t)\right)\Delta s_{i}}
donde {\displaystyle \mathbf {r} (t)} está definida para {\displaystyle t\in [t_{i},t_{i+1}]}.
Por el teorema del valor medio, {\displaystyle \Delta s_{i}=||\mathbf {r} '(\varphi _{i})||\Delta t_{i}} donde {\displaystyle t_{i}\leq \varphi _{i}\leq t_{i+1}} y {\displaystyle \Delta t_{i}=t_{i+1}-t_{i}}. A partir de la teorìa de sumas de Riemann puede demostrarse que
{\displaystyle {\begin{aligned}\lim _{N\to \infty }S_{N}&=\lim _{N\to \infty }\sum _{i=0}^{N-1}f\left(\mathbf {r} (t)\right)||\mathbf {r} '(\varphi _{i})||\Delta t_{i}\\&=\int _{a}^{b}f(\mathbf {r} (t))||\mathbf {r} '(t)||dt\\&=\int _{C}fds\end{aligned}}}

### Ejemplo 1
Se desea evaluar la integral de línea
{\displaystyle \int _{C}(x^{2}+y^{2}+z^{2})ds}
sobre la hélice {\displaystyle \mathbf {r} :[0,2\pi ]\to \mathbb {R} ^{3}}, {\displaystyle t\mapsto (\cos t,\operatorname {sen} t,t)}.
En primer lugar notemos que
{\displaystyle \mathbf {r} '(t)=(-\operatorname {sen} t,\cos t,1)}
por lo que
{\displaystyle {\begin{aligned}||\mathbf {r} '(t)||&={\sqrt {(-\operatorname {sen} t)^{2}+\cos ^{2}t+1^{2}}}\\&={\sqrt {\operatorname {sen} ^{2}t+\cos ^{2}t+1}}\\&={\sqrt {2}}\end{aligned}}}
Y como
{\displaystyle {\begin{aligned}f(\mathbf {r} (t))&=\cos ^{2}t+\operatorname {sen} ^{2}t+t^{2}\\&=1+t^{2}\end{aligned}}}
Entonces
{\displaystyle {\begin{aligned}\int _{C}(x^{2}+y^{2}+z^{2})ds&=\int _{0}^{2\pi }(1+t^{2}){\sqrt {2}}dt\\&={\sqrt {2}}\left(t+{\frac {t^{3}}{3}}\right){\bigg |}_{0}^{2\pi }\\&={\frac {2{\sqrt {2}}\pi (3+4\pi ^{2})}{3}}\end{aligned}}}

### Ejemplo 2
Demostremos que la longitud de una circunferencia de radio {\displaystyle r} es {\displaystyle 2\pi r}, es decir, buscamos hallar
{\displaystyle \oint _{C}ds}
siendo {\displaystyle C} la longitud de una circunferencia de radio {\displaystyle r}.
Por simplicidad, consideremos una circunferencia de radio {\displaystyle r} centrada en el origen, por lo que una posible parametrización es
{\displaystyle \mathbf {r} (t)=(r\cos t,r\operatorname {sen} t)\qquad 0\leq t\leq 2\pi }
Dado que
{\displaystyle {\begin{aligned}\mathbf {r} '(t)&=(-r\operatorname {sen} t,r\cos t)\\||\mathbf {r} '(t)||&={\sqrt {r^{2}\operatorname {sen} ^{2}t+r^{2}\cos ^{2}t}}\\&={\sqrt {r^{2}\left(\operatorname {sen} ^{2}t+\cos ^{2}t\right)}}\\&=r\end{aligned}}}
Por lo tanto
{\displaystyle {\begin{aligned}L(C)&=\oint _{C}ds\\&=\int _{0}^{2\pi }rdt\\&=2\pi r\end{aligned}}}

## Integral de línea de un campo vectorial

### Definición
Sean {\displaystyle \mathbf {F} :U\rightarrow \mathbb {R} ^{n}} un campo vectorial continuo en una región {\displaystyle U\subset \mathbb {R} ^{n}} y {\displaystyle C\subset U} una curva suave a trozos parametrizada por una función {\displaystyle \mathbf {r} :[a,b]\rightarrow \mathbb {R} ^{n}}, la integral de línea del campo vectorial {\displaystyle \mathbf {F} } sobre {\displaystyle C} en la dirección de {\displaystyle \mathbf {r} }, está definida como
{\displaystyle \int _{C}\mathbf {F} \cdot d\mathbf {r} =\int _{a}^{b}\mathbf {F} (\mathbf {r} (t))\cdot \mathbf {r} '(t)\,dt.}
donde {\displaystyle \cdot } es el producto escalar y la función {\displaystyle \mathbf {r} :[a,b]\rightarrow \mathbb {R} ^{n}} es una parametrización biyectiva arbitraria de {\displaystyle C} donde {\displaystyle r(a)} y {\displaystyle r(b)} son los puntos iniciales y finales respectivamente.
Las integrales de línea de campos vectoriales sólo son independientes de la parametrización de {\displaystyle C}, no son independientes de la orientación de {\displaystyle C}, para este tipo de integrales, si {\displaystyle C} es una curva simple orientada y {\displaystyle -C} denota la misma curva pero con orientación opuesta entonces{\displaystyle \int _{C}\mathbf {F} \cdot d\mathbf {r} =-\int _{-C}\mathbf {F} \cdot d\mathbf {r} }

### Relación con las integrales de línea de campos escalares
Para trayectorias {\displaystyle \mathbf {r} :[a,b]\rightarrow \mathbb {R} ^{n}} que satisfagan {\displaystyle \mathbf {r'} (t)\neq \mathbf {0} ,\;\forall \;t\in [a,b]} si
{\displaystyle \mathbf {T} (t)={\frac {\mathbf {r'} (t)}{\left\|\mathbf {r'} (t)\right\|}}}
denota un vector tangente unitario a {\displaystyle C} entonces
{\displaystyle {\begin{aligned}\int _{C}\mathbf {F} \cdot d\mathbf {r} &=\int _{a}^{b}\mathbf {F} \left(\mathbf {r} (t)\right)\cdot \mathbf {r'} (t)\;dt\\&=\int _{a}^{b}\left[\mathbf {F} \left(\mathbf {r} (t)\right)\cdot {\frac {\mathbf {r'} (t)}{\left\|\mathbf {r'} (t)\right\|}}\right]\left\|\mathbf {r'} (t)\right\|\;dt\\&=\int _{a}^{b}\left[\mathbf {F} \left(\mathbf {r} (t)\right)\cdot \mathbf {T} (t)\right]\left\|\mathbf {r'} (t)\right\|\;dt\\&=\int _{C}\mathbf {F} \cdot \mathbf {T} \;ds\\&=\int _{C}f\;ds\end{aligned}}}
donde {\displaystyle f=\mathbf {F} \cdot \mathbf {T} }, por lo tanto
{\displaystyle \int _{C}\mathbf {F} \cdot d\mathbf {r} =\int _{C}\mathbf {F} \cdot \mathbf {T} \;ds}

### Forma diferencial
Otra forma normalmente utilizada para escribir una integral de línea de un campo vectorial es la siguiente. Considere que {\displaystyle \mathbf {F} } es un campo vectorial en {\displaystyle \mathbb {R} ^{2}} de la forma {\displaystyle \mathbf {F} (x,y)=\left(M,N\right)} y {\displaystyle C} es una curva parametrizada por {\displaystyle \mathbf {r} (t)=\left(x(t),y(t)\right),\;a\leq t\leq b} entonces
{\displaystyle {\begin{aligned}\int _{C}\mathbf {F} \cdot d\mathbf {r} &=\int _{C}\mathbf {F} \cdot {\frac {d\mathbf {r} }{dt}}\;dt\\&=\int _{a}^{b}(M,N)\cdot \left({\frac {dx}{dt}},{\frac {dy}{dt}}\right)dt\\&=\int _{a}^{b}\left(M\;{\frac {dx}{dt}}+N\;{\frac {dy}{dt}}\right)dt\\&=\int _{C}M\;dx+N\;dy\end{aligned}}}
Decimos que la expresión {\displaystyle M\;dx+N\;dy} es una forma diferencial. Esta otra notación puede extenderse a campos vectoriales en {\displaystyle \mathbb {R} ^{3}}.

### Integrales de línea sobre curvas cerradas
Si {\displaystyle C} es una curva cerrada simple entonces es común la notación
{\displaystyle \oint _{C}\mathbf {F} \cdot d\mathbf {r} }
y para la forma diferencial
{\displaystyle \oint _{C}M\;dx+N\;dy}

## Teorema fundamental de las integrales de línea

### Campo vectorial conservativo
Sea {\displaystyle \mathbf {F} :U\rightarrow \mathbb {R} ^{n}} una función continua en la región {\displaystyle U\subset \mathbb {R} ^{n}}, decimos que {\displaystyle \mathbf {F} } es un campo vectorial conservativo en {\displaystyle U} si existe {\displaystyle f:U\rightarrow \mathbb {R} } tal que {\displaystyle \mathbf {F} =\nabla f}, en este caso decimos que {\displaystyle f} es un campo potencial de {\displaystyle \mathbf {F} }.

### Teorema
Si {\displaystyle \mathbf {F} :U\rightarrow \mathbb {R} ^{n}} es un campo vectorial conservativo en {\displaystyle U\subset \mathbb {R} ^{n}} y {\displaystyle C\subset U} una curva suave a trozos parametrizada por una función {\displaystyle \mathbf {r} :[a,b]\rightarrow \mathbb {R} ^{n}} entonces
{\displaystyle \int _{C}\mathbf {F} \cdot d\mathbf {r} =\int _{C}\nabla f\cdot d\mathbf {r} =f(\mathbf {r} (b))-f(\mathbf {r} (a))}
En particular, si {\displaystyle C} es una curva orientada cerrada y simple
{\displaystyle \oint _{C}\mathbf {F} \cdot d\mathbf {r} =\oint _{C}\nabla f\cdot d\mathbf {r} =0}
Lo anterior dice que cuando {\displaystyle \mathbf {F} } es un campo vectorial conservativo, la integral de línea de dicho campo sólo dependerá de los puntos extremos de la parametrización {\displaystyle \mathbf {r} }. En otras palabras, si usamos otra trayectoria con los mismos punto inicial y final, seguiremos obteniendo el mismo resultado. Por lo tanto, decimos que la integral de línea de un campo vectorial es independiente de la trayectoria si (y sólo si) {\displaystyle \mathbf {F} } es un campo vectorial conservativo.

## Integrales de línea en el plano complejo
En análisis complejo, la integral de línea está definida en términos de la multiplicación y adición de números complejos. Supóngase que {\displaystyle U\subset \mathbb {C} } es una región abierta en el plano complejo, {\displaystyle f:U\rightarrow \mathbb {C} } es una función y {\displaystyle L\subset U} es una curva de longitud finita parametrizada por
{\displaystyle \gamma :[a,b]\rightarrow L}
donde
{\displaystyle \gamma (t)=x(t)+iy(t)}
Si la parametrización {\displaystyle \gamma } es continuamente diferenciable entonces la integral de línea puede ser evaluada como una integral de una función de variable real:
{\displaystyle \int _{L}f(z)dz=\int _{a}^{b}f\left(\gamma (t)\right)\gamma '(t)dt}
Cuando {\displaystyle f} es analítica la integral de línea posee propiedades interesantes y poco comunes como son el teorema integral de Cauchy-Goursat, la fórmula integral de Cauchy y el teorema de Liouville, cuyo resultado permite una prueba formal del importante teorema fundamental del álgebra.